# Het kukel
Tom Poes en het kukel of kortweg Het kukel is het 102de verhaal uit de Bommelsaga, geschreven en getekend door Marten Toonder. Het verhaal verscheen voor het eerst op 5 februari 1963 en liep tot 27 april 1963. Thema: Dodelijke bedreiging door buitenaardse mogendheden.

## Minkukel
Minkukel is een neologisme. Het is een benaming voor een beperkt iemand. (Wammes Waggel is zo iemand) 
Het woord 'minkukel' werd (in de vorm 'min kukel') door Marten Toonder geïntroduceerd, mogelijk met de betekenis als de mate waarin men onbevangen in het leven staat. Het woord minkukel heeft zich een plaats in de Nederlandse taal verworven als synoniem voor sukkel of domoor. Dit is in een andere betekenis dan de schrijver bedoelde.

## Samenvatting
De goede stad Rommeldam is een welvaartsstad. Crepeergevallen komen er niet meer voor. Het aantal ijskasten, televisietoestellen en voertuigen neemt dagelijks toe. Oude buurten worden vervangen door frisse nieuwbouw. Daarbij zorgt de gemeentereiniging ervoor dat de straten blinken van reinheid. Op een avond onderzoekt brigadier Snuf echter zwarte moddersporen. Zijn chef commissaris Bulle Bas meent dat vreemdelingen uit de riolen zijn gekomen. Want als je in de prut onder een riooldeksel leeft, is het logisch dat je naar boven komt om de welvaartsstad Rommeldam te bezoeken. 
Er komen meer meldingen over moddersporen en begluurd worden.
Als heer Bommel en Joost naar buiten gaan worden ze verstijfd door een lichtstraal. Een aantal buitenaardse figuren blijken in opdracht van hun leider, de Grote Droon, op zoek te zijn naar voldoende kukel. Ze meten het kukel bij iedereen die ze tegenkomen, waarbij ze lichamen tijdelijk verstijven en vaste voorwerpen slap maken. 
Vervolgens blijkt iedereen min kukel te hebben, terwijl ze plus kukel nodig hebben. Personen die zich hoog verheven voelen boven het gewone volk, zoals de burgemeester en de markies, verwachten daarom plus kukel te zijn, en zijn geschokt als dat niet zo is. Alleen Wammes Waggel laat zich niet testen.....
De Grote Droon verklaart diverse keren dat een stad zonder kukel ontbonden zal worden, inclusief de inwoners, en vluchten is verboden. De spanning stijgt ten top, maar een heldhaftige heer Bommel maakt er een eind aan door de Grote Droon te verslaan. 
En het kukel? Professor Prlwytzkofsky sluit het verhaal af met de woorden:

Ach, we zullen nimmer weten, wat der kukel is.
— Zbygniew Prlwytzkofsky

## Achtergrond
Marten Toonder schrijft in 1991: 
Oppervlakkige lezertjes verwarren het (kukel) met IQ, maar zo eenvoudig is het niet [....] Het moet dus meer en anders zijn en vermoedelijk bestaan uit eigenschappen die meestal door een teveel aan rede verdrongen worden, zoals bij voorbeeld gevoel, fantasie, liefde en dergelijke.
 Wat onderscheidt Wammes Waggel,  de simpele ziel [....] van de anderen? Daar ergens moet het kukel schuilen.

## Hoorspel
- Het kukel in het Bommelhoorspel